# خط میتو
خط میتو (به ژاپنی: 水戸線, Mito-sen) یکی از خطوط قطار شرکت راه‌آهن شرق ژاپن است. این خط ایستگاه اویاما در استان توچیگی را به ایستگاه توموگه در همان استان ایباراکی متصل می‌کند. در حال حاضر مسیر اصلی دارای ۱۶ ایستگاه می‌باشد.